# Люстгартен

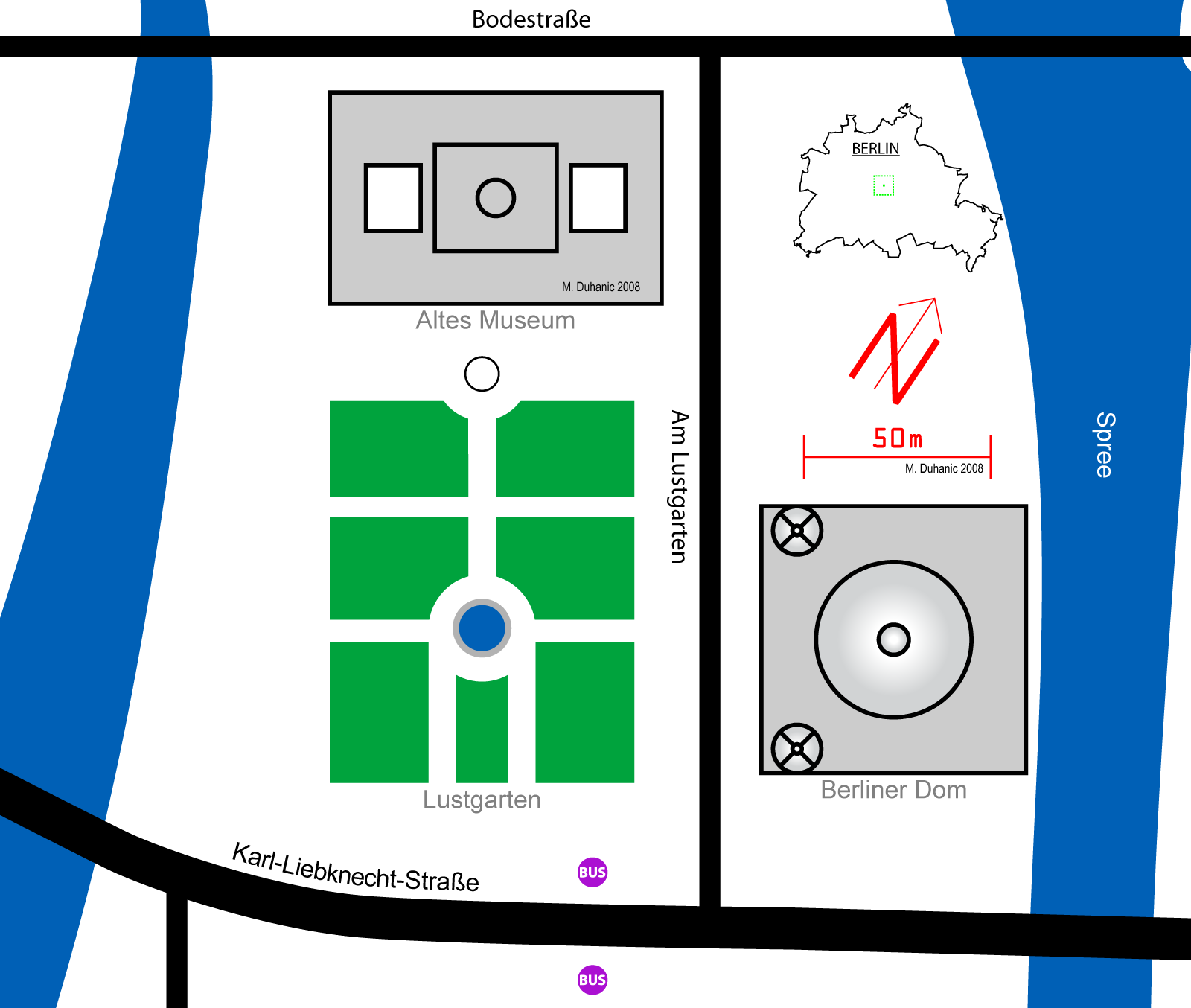
Схема Люстгартена со Старым музеем и Берлинским собором

Люстга́ртен (нем. Lustgarten — «парк утех») — парк на Музейном острове в центральном Берлине, являлся частью не существующего ныне Городского дворца. В разное время своего существования парк использовался для проведения парадов, массовых демонстраций и как городской парк.

## История
Район Люстгартен первоначально был разбит в XVI веке как хозяйство при дворце, будущей резиденции курфюрста Бранденбурга, позже — центре прусского королевства. После опустошения Германии во время Тридцатилетней войны Берлин был перестроен Фридрихом Вильгельмом (Великим курфюрстом) и его голландской женой Луизой Генриеттой Нассау-Оранской. Курфюрстина Луиза с помощью военного инженера Иоганна Морица и садовника-декоратора Майкла Ханффа в 1646 году превратила бывший огород в официальный парк с фонтанами и геометрически выровненными дорожками и дала ему нынешнее название.
В 1713 году Фридрих Вильгельм I становится королём Пруссии и приступает к преобразованию Пруссии в военизированное государство. Он выкорчевал деревья в саду своей бабушки и преобразовал Люстгартен в покрытый песком плац: Парижская площадь у Бранденбургских ворот и Лейпцигская площадь в это время также использовались в качестве плац-парадов. В 1790 году Фридрих Вильгельм II позволил снова превратить Люстгартен в парк, но во время французской оккупации Берлина в 1806 году Наполеон вновь расположил здесь свои войска.
В начале XIX века расширенные и более богатые королевства Пруссии приняли основное участие в застройке центральной части Берлина. Новое крупное классическое здание, Старый музей, было построено в северо-западной оконечности Люстгартена ведущим архитектором Карлом Фридрихом Шинкелем, а в 1826—1829 годах Люстгартен был перестроен Петером Йозефом Ленне. Новые дорожки разделили парк на шесть секторов. Тринадцатиметровый фонтан в центре, управляемый паровым двигателем, был одним из чудес того времени. В 1831 году у входа в Старый музей была установлена знаменитая гранитная чаша. В 1871 году фонтан был заменен большим конным памятником Фридриху Вильгельму III.
В 1894—1905 годах старую протестантскую церковь на северной стороне парка сменило гораздо более высокое здание, Берлинский кафедральный собор, построенный под руководством Юлиуса Карла Рашдорфа.

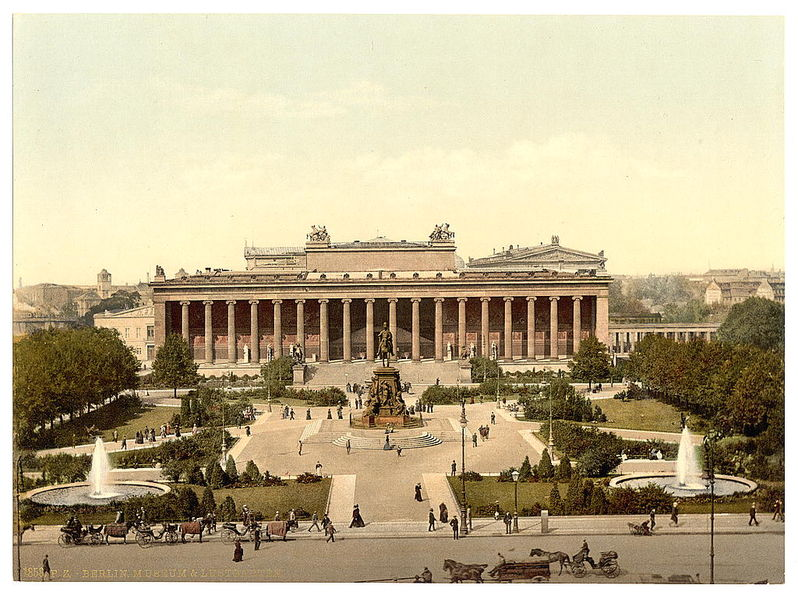
Люстгартен в 1900 году, вид на северо-запад, на Старый музей

В годы Веймарской республики Люстгартен часто использовался для проведения политических демонстраций. Социалисты и коммунисты часто проводили в Люстгартене митинги. В августе 1921 года 500 000 человек протестовали против правого насилия экстремистского толка. После убийства министра иностранных дел Вальтера Ратенау в июне 1922 года в Люстгартене прошел 250-тысячный митинг протеста. В феврале 1933 года 200 тысяч человек участвовали в демонстрации против нового режима нацистской партии Адольфа Гитлера, но вскоре общественная оппозиция режиму была запрещена.
В нацистской Германии Люстгартен был превращен в место проведения массовых митингов. В 1934 году он был снова вымощен, а конная статуя снесена. Гранитную чашу переместили от Старого музея к Берлинскому кафедральному собору.
В мае — июне 1942 года в Люстгартене управлением пропаганды НСДАП была организована выставка «Советский рай», в котором в утрированном виде изображалась советская действительность. Выставка была призвана укрепить дух населения, обеспокоенного провалом блицкрига и поражением под Москвой.
К концу Второй мировой войны в 1945 году Люстгартен представлял собой разбомбленный пустырь. Германская Демократическая Республика оставила тротуары времен Гитлера, но вокруг всего плаца были посажены липы, чтобы изменить милитаристский вид парка. Весь район был переименован в площадь Маркса и Энгельса. Городской дворец был разрушен, а затем заменен модернистским Дворцом Республики.
Движение с целью восстановления парка Люстгартен в его прежнем виде началось после воссоединения Германии в 1991 году. В 1997 году Берлинский сенат поручил ландшафтному архитектору Хансу Лойдлю перестроить район в духе Ленне, и строительные работы начались в 1998 году. Сейчас Люстгартен снова является парком в центре объединённого Берлина.